# Swedenhielms
Pour plus de détails, voir Fiche technique et Distribution.
Swedenhielms est un film suédois réalisé par Gustaf Molander en 1935.
C'est une adaptation de la pièce de théâtre éponyme de Hjalmar Bergman.

## Synopsis
Le film est le récit de la vie d'une famille de l'aristocratie suédoise sur le déclin, les Swendenhielms. Aveuglés par les anciens privilèges dont a pu bénéficier leur famille, les enfants et le père vivent bien au dessus de leurs moyens et s'en remettent à la fois à leur bonne de maison, Boman, et à une éventuelle récompense du prix Nobel pour le père, scientifique renommé, afin d'éviter la faillite.

## Fiche technique
- Titre original : Swedenhielms
- Réalisation : Gustaf Molander
- Scénario : Stina Bergman, d'après la pièce de théâtre de Hjalmar Bergman
- Pays d'origine :  Suède
- Langue originale : suédois
- Durée : 88 minutes (1 h 28)
- Genre : Drame
- Date de sortie :
- Suède : 8 avril 1935

## Distribution

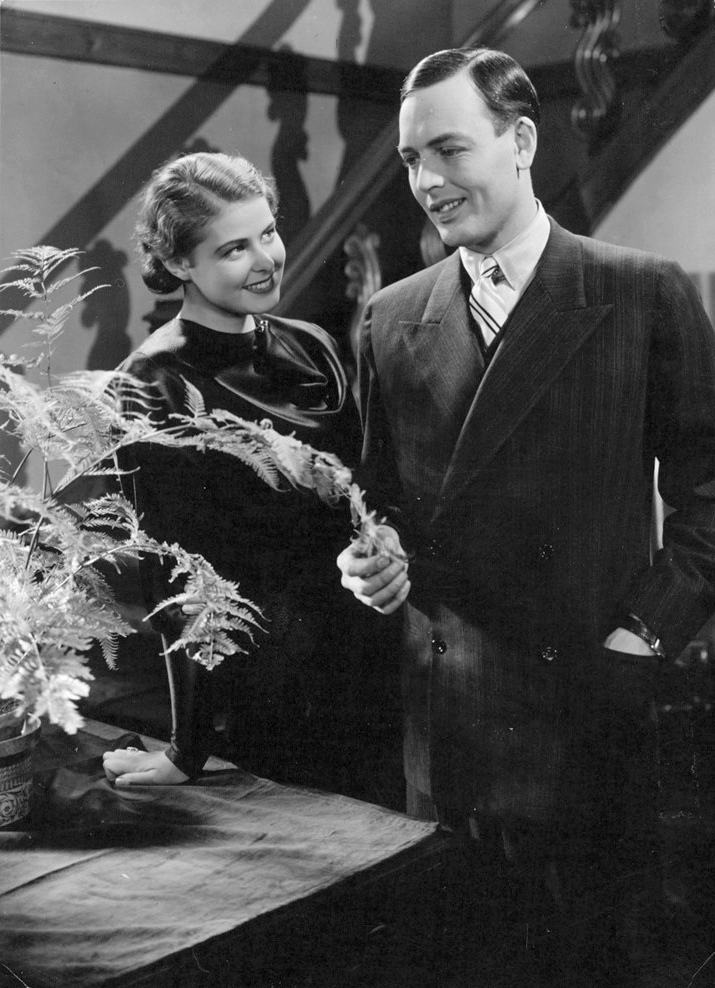
Ingrid Bergman et Håkan Westergren dans une scène du film.

- Gösta Ekman : professeur Rolf Swedenhielm
- Björn Berglund : Rolf Swedenhielm junior
- Håkan Westergren : Bo Swedenhielm
- Tutta Rolf : Julia Swedenhielm
- Ingrid Bergman : Astrid
- Karin Swanström : Marta Boman
- Sigurd Wallén : Erik Erikson

## Autour du film
- C'est l'un des premiers films de la carrière suédoise de l'actrice Ingrid Bergman, avant que cette dernière ne décide de partir à Hollywood.